# Sonety do Orfeusza

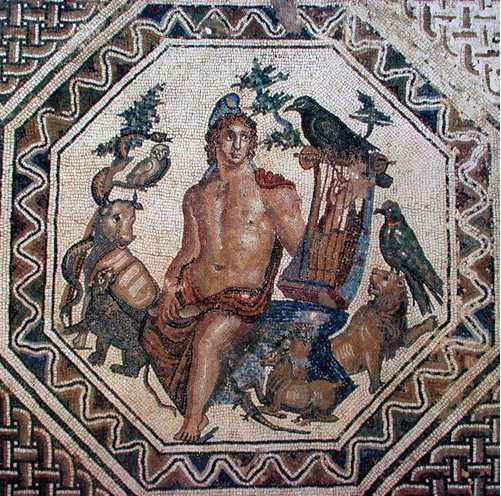
Mozaika przedstawiająca Orfeusza

Sonety do Orfeusza (niem. Die Sonette an Orpheus) – cykl liryczny austriackiego poety Rainera Marii Rilkego, opublikowany w 1923. Został zadedykowany pamięci Wery Ouckamy Knoop, koleżanki córki poety. Składa się z dwóch części i w sumie liczy 55 utworów (26+29). Obok Elegii duinejskich należy do najważniejszych i najczęściej tłumaczonych dzieł autora. Na język polski przekładali go między innymi Mieczysław Jastrun i Andrzej Lam. Na angielski cykl przetłumaczyli m.in. J.B. Leishman, Stephen Spender, Stephen Mitchell i Robert Temple.